# تاكومي اوغاوا
تاكومي اوغاوا (باليابانية: 小川 巧) (27 أبريل 1987 في ايشيكاوا في اليابان – )؛ هو لاعب كرة قدم ياباني سابق كان يلعب كلاعب وسط.

## وصلات خارجية
- تاكومي اوغاوا على موقع رابطة كرة القدم اليابانية للمحترفين (اليابانية)
- تاكومي اوغاوا على موقع قاعدة بيانات كرة القدم.إي يو (الإنجليزية)
- تاكومي اوغاوا على موقع Soccerway.com (الإنجليزية)